# Masuda (Akita)

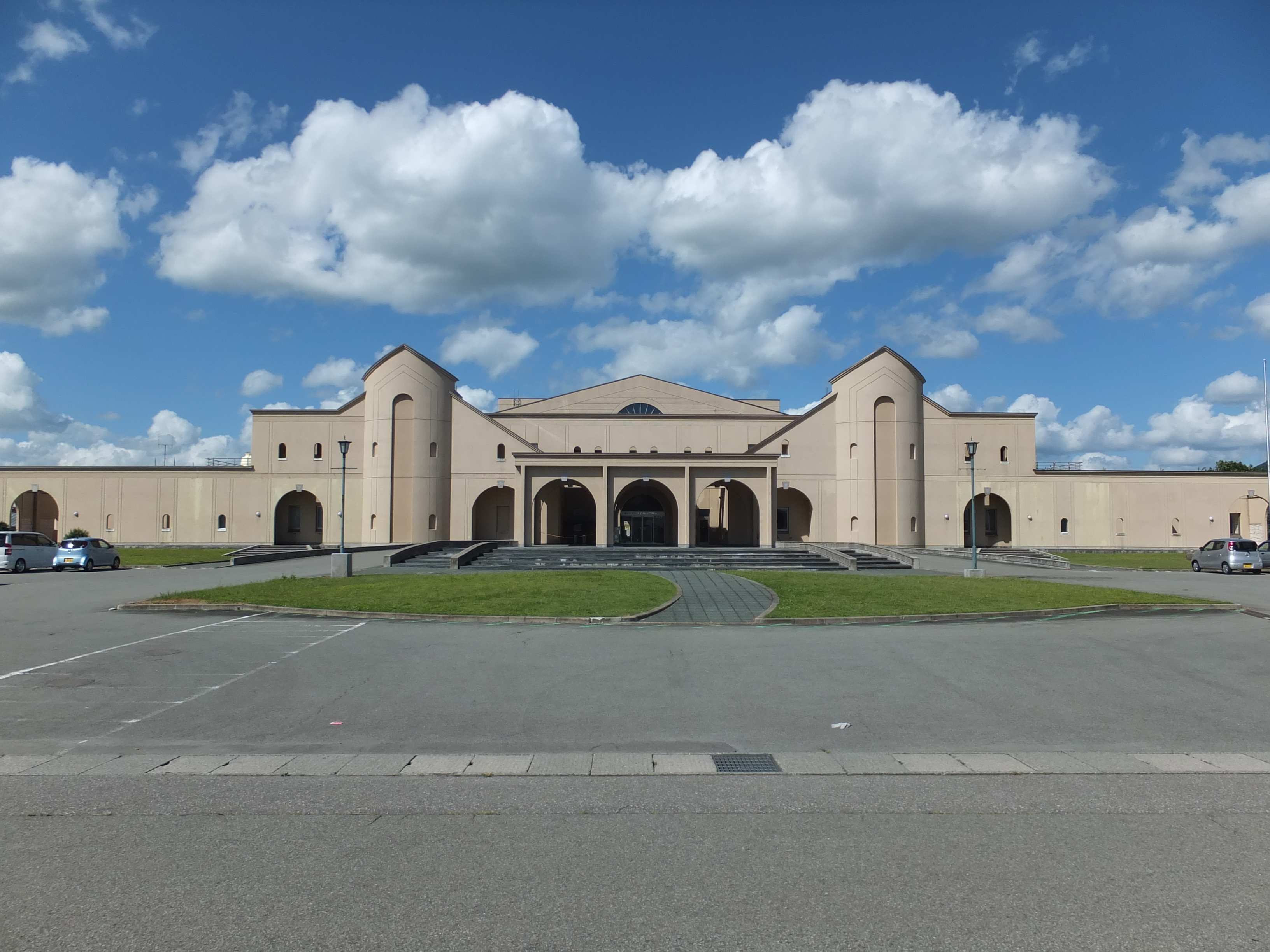
Muzeum mangi w Masudzie

Masuda (jap. 増田町 Masuda-machi) – dawne miasteczko (machi) w północnej Japonii, na wyspie Honsiu w prefekturze Akita. Włączone w skład miasta Yokote.

## Historia
1 kwietnia 1955 roku do Masuda-machi włączono wieś Higashinaruse, a 1 kwietnia 1957 roku także dzielnice Toba i Haba ze wsi Komagata. 1 października 2005 roku Masuda wraz z Hiraką, Ōmori, Omonogawą, Jūmonji, Sannai i Taiyū utworzyły miasto Yokote.

## Podział
W obrębie Yokote wyróżnia się dziś dzielnice Masudamachi Masuda, Masudamachi Kameda, Masudamachi Kumanofuchi, Masudamachi Oginofukuro, Masudamachi Yoshino i Masudamachi Mitsumata.